# Rio Cantu
O Rio Cantu é um rio que banha o estado do Paraná, no Brasil.

## Topônimo
O nome "cantu" é de origem caingangue.